# صنفلو
صنفلو (بالإنجليزية: Sunflow) هو نظام تصيير مفتوح المصدر يستخدم تقنية الإضاءة الشاملة مكتوب بلغة جافا. المشروع حاليًا غير نشط؛ حيث كان آخر إعلان على الصفحة الرسمية للبرنامج في عام 2007.

## وصلات خارجية
- موقع نظام تصيير صنفلو